# Когяру
Когяру (яп. コギャル), сокращение от «старшеклассница» (яп. 高校生 ко:ко:сэй) и англ. girl, в японском произношении гяру — «девушка») — субкультура японских старшеклассниц, распространённая в 1990-е, один из двух основных подстилей гяру. Характеризуется жизнерадостными яркими цветами, миниюбками, обувью на платформе, белыми гольфами (или свободными носками), искусственным загаром, крашенными в светлые тона волосами, светлыми тенями и накладными ресницами. Неизменным спутником когяру является мобильный телефон. Когяру проводят время в ночных клубах, где их характеризует раскованное поведение. Когяру необходимо отличать от гангуро, несмотря на их видимую схожесть. Своих бойфрендов когяру называют хоммэй-кун.

## Особенности субкультуры
Помимо визуальных признаков, культуру когяру характеризует свобода нравов, уделение большого внимания материальной стороне жизни и отход от некоторых моральных принципов, традиционных для японского общества. Представительницы субкультуры пользовались услугами клубов знакомств, но наибольшую известность получило характерное для когяру явление «эндзё-косай» — случайный секс или совместное времяпрепровождение без интимных услуг со взрослыми мужчинами за деньги, на которые затем покупались различные модные, обычно фирменные, вещи. За своё поведение когяру подвергались критике и презрению со стороны многих слоёв общества, считавших их бездуховными.
Журналистка Юки Исикава, написавшая книгу о когяру, в интервью для журнала Shukan Bunshun говорила:
При всей их внешней грубости бывшие когяру находятся в депрессии, подчас весьма глубокой. Так вполне может быть. И ещё неизвестно, как поведёт себя поколение пост-когяру — сможет ли оно превзойти собственную депрессию и столь опасное воспитание?